# Domkloster Freising
Das Domkloster Freising  ist ein ehemaliges Kollegiatstift in Freising in Bayern in dem Erzbistum München und Freising.

## Geschichte
Das St. Benedikt geweihte Kloster wurde durch den hl. Korbinian gegründet, vor 816 Benediktinerkloster, war es ab 816 Kollegiatstift. Nach 883 enden in den Traditionen die Konsensbelege der Mönche.